# (867) Kovacia
(867) Kovacia ist ein Asteroid des Hauptgürtels, der am 20. Juni 1917 vom österreichischen Astronomen Johann Palisa in Wien entdeckt wurde.
Der Asteroid ist nach Friedrich Kovacs benannt, einem Mediziner, der die Frau des Entdeckers behandelte.